# Iłakow ryt
Iłakow ryt (bułg. Илаков рът) – wieś w Bułgarii, w obwodzie Wielkie Tyrnowo, w gminie Elena. W 2024 roku liczyła 107 mieszkańców.